# Szívek doktora
A Szívek doktora (Hart of Dixie) egy 2011 és 2015 között készült amerikai komédia-dráma sorozat, ami a The CW-n indult el 2011. szeptember 26-án. A sorozat alkotója Leila Gerstein, főszerepben Rachel Bilson. A színésznő Dr. Zoe Hartot alakítja, aki arról álmodik, hogy mellkas-sebész legyen, de álma megvalósításához egy évig háziorvosként kell dolgoznia. Így köt ki az alabamai Bluebell-ben.
2013. április 26-án a Szívek doktorát berendelték a harmadik évadra.
2014. május 8-án a The CW berendelte a széria negyedik évadát. 2014. július 18-án a The CW elnöke, Mark Pedowitz bejelentette, hogy a Szívek doktora negyedik évada 10 részes lesz.
A negyedik évad 2014. december 15-én kezdődött. Magyarországon először az M1 tűzte műsorára 2015. január 5-től, majd az M2 aznap este megismételte. 2015. március 19-től már csütörtökönként folytatódott a sorozat, a Dunán, miután az M1-ből hírcsatorna lett.

## Évados áttekintés
| Évad | Évad | Epizódok | Eredeti sugárzás     | Eredeti sugárzás  | Magyar sugárzás    | Magyar sugárzás   |
| Évad | Évad | Epizódok | Évadpremier          | Évadfinálé        | Évadpremier        | Évadfinálé        |
| ---- | ---- | -------- | -------------------- | ----------------- | ------------------ | ----------------- |
|      | 1    | 22       | 2011. szeptember 26. | 2012. május 14.   | 2015. január 5.    | 2015. február 3.  |
|      | 2    | 22       | 2012. október 2.     | 2013. május 7.    | 2015. február 4.   | 2015. március 5.  |
|      | 3    | 22       | 2013. október 7.     | 2014. május 16.   | 2015. március 6.   | 2015. július 30.  |
|      | 4    | 10       | 2014. december 15.   | 2015. március 27. | 2015. augusztus 6. | 2015. október 13. |

## Szereplők
| Szereplő                     | Színész             | Magyar hang         |
| ---------------------------- | ------------------- | ------------------- |
| Dr. Zoe Hart                 | Rachel Bilson       | Nádasi Veronika     |
| Lemon Breeland               | Jaime King          | Haffner Anikó       |
| Lavon Hayes                  | Cress Williams      | Barabás Kiss Zoltán |
| Wade Kinsella                | Wilson Bethel       | Varga Gábor         |
| Dr. Bertram "Brick" Breeland | Tim Matheson        | Végh Péter          |
| George Tucker                | Scott Porter        | Viczián Ottó        |
| Annabeth Nass                | Kaitlyn Black       | Czető Zsanett       |
| Magnolia Breeland            | Claudia Lee         | Wégner Judit        |
| Rose Hattenbarger            | McKaley Miller      | Laudon Andrea       |
| Tansy Truitt                 | Mircea Monroe       | Andrádi Zsanett     |
| Tom Long                     | Ross Philips        | Czető Roland        |
| Wanda Long                   | Mallory Moye        | Nemes Takách Kata   |
| Joel Stephens                | Josh Cooke          | Csőre Gábor         |
| Crickett Watts               | Brandi Burkhardt    | Győrfi Laura        |
| Dash DeWitt                  | Reginald VelJohnson | Bolla Róbert        |
| Shula Whitaker               | Armelia McQueen     | Szórádi Erika       |
| Jonah Breeland               | Travis Van Winkle   | Bozsó Péter         |
| Ruby Jeffries                | Golden Brooks       | Peller Anna         |
| Shelby Sinclair              | Laura Bell Bundy    | Solecki Janka       |
| Vivian Wilkes                | Lauren Bittner      |                     |
| Little Harley Wilkes         | Cole Sand           |                     |
| Davis Polk                   | Barry Watson        | Moser Károly        |
| Henry Dalton                 | Ian Anthony Dale    | Posta Victor        |

## A sorozat készítése
2011. február 1-jén a The CW bejelentette, hogy berendelte a Szívek doktora pilotját. 2011. május 17-én a csatorna hivatalosan is bejelentette, hogy berendelte a Szívek doktorát egy sorozatra, ami még 2011 őszén elkezdődik. A sorozat előjele az volt, hogy az executive producer Josh Schwartz és a sorozat főszereplője Rachel Bilson dolgoztak már együtt a Tv-ben. Az első amikor a páros együtt dolgozozott a Foxon egy tini drámában a The O.C.-ben volt, aminek az alkotója Schwartz volt. Az executive producer Josh Schwartz a régebbi The WB klasszikusokkal hasonlítja össze a sorozatot, mint a Felicity, Everwood és a Szívek szállodája.
A The CW a 2011-es szezontól kezdte sugározni a sorozatot hétfőn este 9-től. Előtte este 8-tól a Gossip Girl – A pletykafészek ment. Az 1. évad premierje 2011. szeptember 26-án hétfőn volt. 2011. október 12-én a sorozatot berendelték egy teljes évadra 22 résszel. 2012. május 11-én a The CW berendelte a 2. évadot, amelynek 2012. október 2-án volt a premierje. A The CW berendelte egy harmadik évadra is a sorozatot 2013. április 26-án.

## Nézettségi adatok
| Évad | Epizódok | Vetítési idő (ET)        | Évad kezdete         | Évad kezdeti nézettség | Évad vége        | Évad végi nézettség | Év      | Helyezés | Nézőszám (millió) |
| ---- | -------- | ------------------------ | -------------------- | ---------------------- | ---------------- | ------------------- | ------- | -------- | ----------------- |
| 1    | 22       | Hétfő 21:00              | 2011. szeptember 26. | 1,88                   | 2012. május 14.  | 1,60                | 2011–12 | 182.     | 1,77              |
| 2    | 22       | Kedd 20:00               | 2012. október 2.     | 1,53                   | 2013. május 7.   | 1,19                | 2012–13 | 142.     | 1,70              |
| 3    | 22       | Hétfő 20:00 Péntek 21:00 | 2013. október 7.     | 1,03                   | 2014. május 16.  | 0,88                | 2013–14 | 166.     | 1,37              |
| 4    | 10       | Hétfő 20:00              | 2014. december 15.   | 1,22                   | 2015.március 27. |                     | 2014–15 |          |                   |

### Országos premierek
| Régió | Csatorna   | Premier                         | Vetítési idő    | Forrás |
| ----- | ---------- | ------------------------------- | --------------- | ------ |
| AUS   | Fox8       | 2012. január 7.                 | Hétfő 20:30     | [ 19 ] |
| CAN   | CHCH-DT    | 2011. szeptember 26.            | Hétfő 20:00     | [ 20 ] |
| IRL   | TV3        | 2012. május 13.                 | Vasárnap 18:30  | [ 21 ] |
| NZL   | TV2        | 2012. augusztus 5.              | Vasárnap 17:30  | [ 22 ] |
| PHI   | 2nd Avenue | 2011. szeptember 29.            | Csütörtök 20:00 | [ 23 ] |
| UK    | Really     | 2012. április 30.               | Hétfő 20:00     | [ 24 ] |
| HUN   | M1         | 2015. január 5.                 | Hétköznap 18:40 |        |
| HUN   | Duna       | 2015. március 19. (Folytatások) | Csütörtök 19:30 |        |
| POL   | Fox Life   | 2012. december 17.              |                 |        |